# Lars Norén

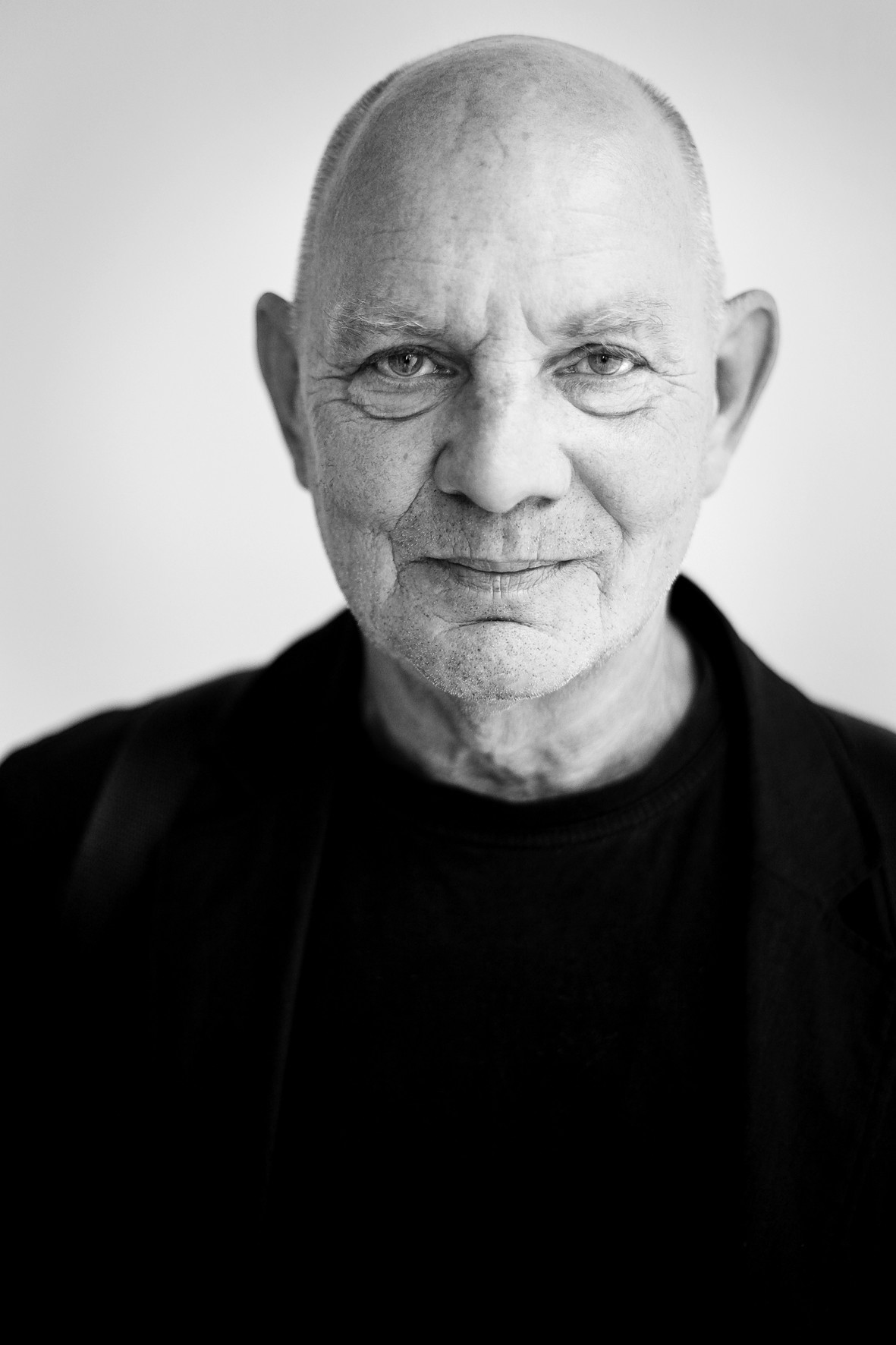
Lars Norén 2012.

Lars Göran Ingemar Norén, född 9 maj 1944 i Stockholm, död 26 januari 2021 i Sofia distrikt i Stockholm, var en svensk dramatiker och poet, som skrivit för teater, radio och tv. Han var regissör vid Dramaten, konstnärlig ledare vid Riksteatern (1999–2007) och konstnärlig ledare för Folkteatern, Göteborg (2009–2012).
Norén tillhör de mest spelade samtida dramatikerna i Europa och stora delar av världen. Hans tungsinta och relationsproblematiskt orienterade verk har blivit ett begrepp och ses internationellt som en sinnebild för svenskt svårmod, såsom August Strindberg och Ingmar Bergman.

## Biografi
Lars Norén var son till tjänstemannen Mattis Norén (1910–1978)  och Britt, ogift Jäderlund (1912–1964), samt dotterson till prästen Ivan Jäderlund.
Lars Norén föddes i Stockholm men familjen flyttade till Skåne när han var sex år gammal, då fadern fick arbete som källarmästare på ett hotell i Genarp. Där lärde han som ung känna den blivande kompositören Karl-Erik Welin. Hotellet skulle senare komma att utgöra scen för handlingen i några av hans mest uppmärksammade skådespel. Norén flyttade som 15-åring tillbaka till Stockholm. 1962 blev han regiassistent åt Bengt Ekerot vid en teateruppsättning på Dramaten.

### Poesi och prosa
Norén skrev sitt första pjäsmanus som 19-åring och blev för första gången publicerad i bokform 1963 med diktsamlingen Syrener, snö, men ett par dikter hade tryckts föregående år i tidskrifterna Lyrikvännen och Rondo. Hans lyrik från 1960-talet präglades av vilt framvällande ordmassor, ibland närmast psykedeliska strömmar av fantasier korsade med kyliga och mer objektivt redogörande avsnitt. Inspiration hämtades bland annat från franska författare som Henri Michaux och Raymond Roussel. Vistelser på mentalavdelningar, för behandling av en ungdomspsykos, finns också närvarande i motivkretsen. Denna tidiga period i Noréns lyriska produktion benämns ibland "schizz-poesi".
Romanerna Biskötarna (1970) och I den underjordiska himlen utspelar sig i ett samtida Stockholm befolkat av outsiders, prostituerade, kriminella och narkomaner och kretsar kring kontaktsökande, förnedring, kriminalitet och sexualitet; person- och motivkretsarna och den ibland kyliga direktheten pekar fram mot hans senare dramatik. Under 1970-talet var Norén mest känd som poet och en viktig förebild för andra svenska lyriker vid den tiden. Efter kärleksdikterna i Hjärta i hjärta (1980) övergav han lyriken och koncentrerade sig på en verksamhet som dramatiker och senare också regissör och teaterchef.

### Dramatik
Efter att under 1960–70-talen ha skrivit och fått uppfört ett flertal pjäser på olika teatrar fick Norén sitt stora genombrott som dramatiker med pjäserna Natten är dagens mor och Kaos är granne med Gud – skrivna under tidigt 1980-tal och  uruppförda 1982/83) – som båda delvis hade självbiografiskt innehåll från uppväxttiden i Genarp. Pjästitlarna är hämtade från slutraden i Erik Johan Stagnelius dikt Vän, i förödelsens stund. Hans pjäser skildrar ofta familje- och relationsdramer om människor på samhällets botten eller i materiellt ombonade men emotionellt osäkra medel- och överklassförhållanden. Hans senare verk kretsar kring möten och tid i mänskliga rum. Hans pjäser är ofta på ett unikt sätt skrivna likt en sorts närmast ändlös intern dialog, inte olikt lyrikens form, och omfattar vanligen hundratals sidor med totala speltider på många timmar. Detta gör att kraftiga bearbetningar oftast tvingas göras inför varje uppsättning, varför olika uppsättningar av samma pjäs till stora delar kan ha helt olika längd och innehållsfokus.

### Regi
Norén regisserade sedan 1990-talet ett stort antal teateruppsättningar för scen och tv, både egna verk och andras, och var länge en efterfrågad regissör på flera av Europas framstående teatrar, såsom nationalteatrarna Dramaten, Comédie Française i Paris och Det norske teatret i Oslo.

### Teaterchefskap
Sedan 1999 var han i nära samarbete med Ulrika Josephsson konstnärlig ledare för den då nyskapade avdelningen RiksDrama på Riksteatern, men avgick från detta uppdrag 2007. Chefsparet hade då fått erbjudande om att ta över chefskapet för anrika Betty Nansen Teatret i Köpenhamn, men på grund av formella protester från teaterns personal, som ansåg att utnämningsprocessen inte hade gått rätt till och att de ville fortsätta samarbetet med den befintliga ledningen, bestämde sig paret för att avstå från att acceptera erbjudandet. Den 1 juli 2009 tillträdde de båda i stället  som ny konstnärlig ledare respektive VD för Folkteatern i Göteborg. Bland flera uppsättningar regisserade han där sin första barnteaterföreställning, Pingviner kan inte baka ostkaka av Ulrich Hub, något han beskrivit som det "absolut svåraste och mest krävande som jag har gjort". På grund av hälsoproblem och överbelastning tvangs han sluta som konstnärlig ledare i början av 2012 men kvarstod som konstnärlig rådgivare till Ulrika Josephsson, som övertog hela chefskapet fram till 2014.

### Övrigt
I april 2008 gav Lars Norén ut dagboksanteckningar från perioden augusti 2000 till juli 2005 i bokform under titeln En dramatikers dagbok, omfattande 1680 tättskrivna sidor. Noréns tillvaro under denna tid präglades kraftigt av kritiken mot hans pjäs 7:3, ett samarbete med interner i kriminalvården både som manusunderlag och på scen och med inslag av nazism och antisemitism iscensatta i dialogen på scenen samt kritiken mot Noréns och Riksteaterns eventuella roll i att ha möjliggjort den händelseutveckling med de medverkandes rymning, som ledde till rån och de därpå följande Malexandermorden. Dagboken blev mycket uppmärksammad och omdebatterad eftersom den dels var mycket självutlämnande, dels innehöll kritiska och negativa omdömen om svenska kulturpersonligheter och medieaktörer, även sådana som räknats till Noréns bekantskapskrets, av vilka många tog mycket illa vid sig. Dagboken följdes av ännu en volym 2013, En dramatikers dagbok 2005–2012, och 2016 av ännu en, En dramatikers dagbok 2013–2015. En fjärde dagbok, En dramatikers dagbok 2015–2019 utkom hösten 2020. Den femte och sista dagboken, som avslutas mitt i en mening i den sista dagboksanteckningen, utkom 2021.
Han var värd för Sommar i Sveriges Radio P1 19 juni 2005.

### Privatliv
Lars Norén var gift första gången 1970–1975  med Elisabet Mörk (född 1942), som under namnet Titti Mörk-Norén arbetade som scripta vid olika filminspelningar från 1960-talet. De fick en dotter 1971. 
Åren 1993–2003 var han gift med dramaturgen och teatervetaren Charlott Neuhauser  (född 1961) och 2007–2013 med skådespelaren Annika Hallin (född 1968), med vilken han 2009 fick en dotter.
I ett förhållande med Ann-Charlotte Bonner (född 1949), som också arbetat inom film/TV, fick han en dotter 1978.
Norén avled den 26 januari 2021 i sviterna av covid-19 på Karolinska universitetssjukhuset i Solna.

## Lyrik
- 1963 – Syrener, snö
- 1964 – De verbala resterna av en bildprakt som förgår
- 1965 – Inledning nr 2 till Schizz
- 1966 – Encyklopedi
- 1968 – Stupor. Nobody Knows You When You're Down and Out
- 1969 – Revolver
- 1972 – Solitära dikter
- 1972 – Viltspeglar
- 1973 – Kung Mej och andra dikter
- 1974 – Dagliga och nattliga dikter
- 1976 – Dagbok
- 1976 – Nattarbete
- 1978 – Order
- 1979 – Den ofullbordade stjärnan
- 1979 – Murlod
- 1980 – Hjärta i hjärta
- 2015 – Fragment (fragmentsamling)
- 2016 – Stoft
- 2021 – Avgrunden av ljus (samlade dikter 1962-2016)

## Prosa
- 1968 – Salome, Sfinxerna
- 1970 – Biskötarna
- 1972 – I den underjordiska himlen
- 2008 – En dramatikers dagbok
- 2012 – Filosofins natt
- 2014 – Ingen
- 2013 – En dramatikers dagbok 2005–2012
- 2016 – En dramatikers dagbok 2013–2015. Nominerad till Augustpriset 2016 i kategorin Årets svenska skönlitterära bok.[35]
- 2017 – Efterlämnat
- 2020 – En dramatikers dagbok 2015–2019

## Dramatik (även vissa regiarbeten)
- 1968 – Kingdom Hotell
- 1970 – En hungersaga
- 1971 – Amala Kamala
- 1972 – Box ett
- 1973 – Röster • Fursteslickaren
- 1977 – Dräneringen
- 1978 – Modet att döda • Akt utan nåd • Demoner
- 1979 – Depressionen • Orestes
- 1981 – En fruktansvärd lycka • München - Athen • Underjordens leende
- 1982 – Natten är dagens mor • Kaos är granne med Gud • Vilstolen (Aska)
- 1983 – Nattvarden • När de brände fjärilar på Lilla scenen • Hämndaria
- 1984 – Stillheten • Claudio (Mantegna Portofolio)
- 1985 – Komedianterna
- 1986 – Tidens blommor
- 1987 – Endagsvarelser • Hebriana
- 1988 – Höst och vinter • Bobby Fischer bor i Pasadena • Och ge oss skuggorna
- 1989 – Sanning och konsekvens • Den sista kvartetten • Sommar
- 1990 – Så enkel är kärleken • Chinnon • Lost and found • Chinnon
- 1991 – Den sista kvartetten • Tiden är vårt hem • Lost and found • Som löven i Vallombrosa
- 1992 – Morire di classe • Sterblich
- 1993 – Skalv i fjärran
- 1994 – Rumäner • Blod • Ett sorts Hades[36] • Kliniken • Trio till tidens ände
- 1996 – De saknade
- 1997 – Personkrets 3:1
- 1998 – 7:3 • Under • Skuggpojkarna
- 2000 – Om detta är en människa (Primo Levi) • November • Akt • Kommer och försvinner
- 2001 – Stilla vatten även kallad Tristano • Detaljer • Måsen (Tjechov)
- 2002 – Tyst musik • Kyla
- 2004 – Krig
- 2006 – Terminalpjäserna 1-9 • Lille Eyolf (Ibsen)
- 2007 – Hamlet (Shakespeare) • Distans/Om ljuset • Fördold
- 2010 – Orestien efter Aiskylos (regi)
- 2011 – Pingviner kan inte baka ostkaka (Ulrich Hub)
- 2012 – Fragmente
- 2013 – 3.31.93
- 2017 – Vintermusik
- 2017 – Stilla liv
- 2018 – Poussière
- 2018 – Episod
- 2019 – Andante
- 2020 – Temps Morte
- 2022 – Solitaire

## TV-teaterproduktioner
- 1980 – Modet att döda
- 1983 – München-Athen
- 1984 – Natten är dagens mor
- 1984 – Kaos är granne med Gud
- 1987 – Komedianter
- 1989 – Sanning och konsekvens
- 1990 – Hebriana
- 1990 – Bobby Fischer bor i Pasadena
- 1993 – Och ge oss skuggorna
- 1995 – Som löven i Vallombrosa
- 1996 – Ett sorts Hades[37]
- 1999 – Personkrets
- 2000 – Skuggpojkarna
- 2005 – Kyla

## Radioteater
- 1972 – Box ett
- 1979 – Depressionen
- 1979 – Dräneringen
- 1980 – Akt utan nåd
- 1983 – När dom brände fjärilar på Lilla scenen
- 1987 – Hämndaria
- 1995 – Trio till världens ände
- 2011 – Skuggor

## Priser och utmärkelser
- 1967 – Albert Bonniers stipendiefond för yngre och nyare författare
- 1969 – Carl Emil Englund-priset för Stupor
- 1971 – Aftonbladets litteraturpris
- 1974 – Zornpriset
- 1975 – TCO:s kulturpris
- 1978 – Gerard Bonniers lyrikpris
- 1980 – De Nios Stora Pris
- 1982 – Aniarapriset
- 1985 – Kellgrenpriset
- 1992 – Expressens teaterpris
- 1994 – Pilotpriset
- 2003 – Svenska Akademiens nordiska pris
- 2008 – Litteris et Artibus
- 2012 – Sveriges Radios Lyrikpris
- 2012 – Bellmanpriset
- 2015 – Per Ganneviks stipendium
- 2015 – Stockholms stads hederspris[38]
- 2016 – Ferlinpriset
- 2017 – Selma Lagerlöfs litteraturpris[39]
- 2017 – Litteraturpriset till Pär Lagerkvists minne[40][41]